# 那隆镇 (灵山县)
那隆镇，是中华人民共和国广西壮族自治区钦州市灵山县下辖的一个乡镇级行政单位。

## 行政区划
那隆镇下辖以下地区：
那隆社区、高兰村、方塘村、长福村、新田村、陈垌村、西岸村、峡岭村、思法村、充头村、尤甘村、龙屈村、水冲村、路司村、枫木村、马槽村、塘表村、茶子村、高埠村、清水降村、上江村、江东村、灵二村、灵一村、那垌村、六安村、中安村、大平村、大山村、坭桥村、斌屋村和东风华侨林场。